# 马茂军
马茂军（1966年4月—），安徽滁州人，中央电视台《百家讲坛》主讲嘉宾，华南师范大学二级教授。

## 生平
1987年毕业于安徽师范大学文学院，毕业后在滁州市乌衣中学任教两年。后考取陕西师范大学研究生，于1995年获文学博士学位，师从著名文艺理论家、古典文学专家霍松林教授。1995年起，任教于华南师范大学，2004年评为教授。2016年11月，做客央视《百家讲坛》，主讲《大宋名相赵普》。。
主要从事唐宋八大家研究，曾任华南师范大学文学院副院长，担任国家社科基金重大项目《历代古文选本整理及研究》首席专家。入选中宣部文化名家，国家高层次人才特殊支持计划哲学社会科学领军人才等人才计划。

## 社会兼职
中国古代散文学会副会长，中国文章学会副会长，中国周必大研究会副会长。

## 著作
- 《北宋儒学与文学》，暨南大学出版社，1999年8月出版
- 《宋代散文史论》，中华书局，2008年4月出版
- 《中国古代散文思想史》，人民出版社，2011年6月出版
- 《宋代文章学》，社会科学文献出版社，2016年2月出版
- 《大宋名相赵普》，中国财政经济出版社，2017年7月出版